# Fosfolipaza
Fosfolipaza je enzim koji hidrolizuje fosfolipide u masne kiseline i druge lipofilne supstance. Postoje četiri glavne klase, koje se označavaju A, B, C i D. One se razlikuju po tipu reakcije koju katalizuju:
- Fosfolipaza A
  - Fosfolipaza A1 - razlaže SN-1 acilni lanac.
  - Fosfolipaza A2 - razlaže SN-2 acilni lanac, oslobađajući arahidonsku kiselinu.
- Fosfolipaza B - razlaže SN-1 i SN-2 acil lance; ovaj enzim je poznat i kao lizofosfolipaza.
- Fosfolipaza C - razlaže ispred fosfata, oslobađajući diacilglicerol i čeonu grupu sa fosfatom. Fosfolipaze C imaju centralnu ulogu u prenosu signala, jer oslobađaju sekundarni glasnik inozitol trifosfat.
- Fosfolipaza D - razlaže iza fosfata, oslobađajući fosfatidilnu kiselinu i alkohol.

Tipovi C i D se smatraju fosfodiesterazama.
Fosfolipaza A2 deluje na lecitinski molekul, pri čemu hidrolizuje masnu kiselinu esterifikovanu na drugom atomu ugljenika. Rezultujući proizvodi su lizolecitin i masna kiselina. Fosfolipaza A2 je enzim koji je prisutan u otrovu pčela i zmija.

## Literatura
- Nicholas C. Price; Lewis Stevens (1999). Fundamentals of Enzymology: The Cell and Molecular Biology of Catalytic Proteins (Third изд.). USA: Oxford University Press. ISBN 019850229X.
- Eric J. Toone (2006). Advances in Enzymology and Related Areas of Molecular Biology, Protein Evolution (Volume 75 изд.). Wiley-Interscience. ISBN 0471205036.
- Branden C; Tooze J. Introduction to Protein Structure. New York, NY: Garland Publishing. ISBN 0-8153-2305-0.
- Irwin H. Segel. Enzyme Kinetics: Behavior and Analysis of Rapid Equilibrium and Steady-State Enzyme Systems (Book 44 изд.). Wiley Classics Library. ISBN 0471303097.

## Spoljašnje veze
- Phospholipases на 